# El Kelâat Es-Sraghna
El Kelâat Es-Sraghna (in arabo: قلعة السراغنة) è una città del Marocco, capoluogo dell'omonima provincia, nella regione di Marrakech-Safi. La città è situata a 75 km a nord-est della città di Marrakech. È una città in continuo sviluppo. È circondata da campi di ulivi.

## Geografia
La città è anche conosciuta come El Kelaa des Sraghna, al-Qal'at-as-Sarāġnah, al-Qalat-as-Saragnah, Kelaat Sraghna, El Kalaa Sraghna, El Kelaa Sraghna, el-Kellaa Sraghna e Qal'at-as-Sarāġnah, ed è anche città famosa per l'olio d'oliva. Ha un clima secco d'estate e normale d'inverno; la temperatura può arrivare fino a 47 °C d'estate; non è in prossimità del mare, quindi i cittadini si accontentano di andare in piscina o andare ad un canale (zaraba) per rinfrescarsi quando ci sono temperature alte.
L'olio della città è classificato il numero uno a livello nazionale per la sua qualità.
Il periodo di raccolta dell'olivo è da ottobre a gennaio.
L'agricoltura è la risorsa primaria della città.